# بوسي
بوسي (26 نوفمبر 1952 -)، ممثلة مصرية.

## عن حياتها
ولدت في حي شبرا بالقاهرة. تخرجت من كلية التجارة عام 1977. بدايتها الفنية كانت في سن مبكرة، حيث شاركت في مسلسل جنة الاطفال وهي في العاشرة من عمرها. على مدار تاريخها الفني الطويل شاركت في العديد من الأعمال السينمائية والتليفزيونية والمسرحية، وأبرز أدوارها في التلفزيون كان في مسلسل خالتي صفية والدير.

### حياتها الأسرية
هي شقيقة الممثلة نورا، تزوجت من الفنان نور الشريف عام 1972 وأنجبا سارة، ومي وتعمل كممثلة، وتم الطلاق بينهما عام 2006 على أثر الخلاف بسبب علاقة نور الشريف بممثلة شابة فطلبت حينها الطلاق، وفي عام 2015 عادت إلى نور الشريف بعد انفصالهما الذي استمر لتسع سنوات. حتى توفي نور الشريف في أغسطس من نفس العام.

## أعمالها

### الأفلام
- 1961: عودي يا أمي
- 1961: الليالي الدافئة
- 1961: التلميذة
- 1962: هذا الرجل أحبه
- 1962: شهيدة الحب الإلهى
- 1963: نار في صدري
- 1963: حياة عازب
- 1964: زوجة من باريس
- 1964: بنت عنتر
- 1965: طريد الفردوس
- 1967: الليالى الطويلة
- 1969: شيء من الخوف
- 1969: أسرار البنات
- 1971: شباب في عاصفة
- 1971: بلا رحمة
- 1971: الخيط الرفيع
- 1972: بيت من رمال
- 1973: السكرية
- 1974: ليالي لن تعود
- 1974: عريس الهنا
- 1974: النصابين الخمسة
- 1974: العمالقة
- 1975: ألو أنا القطة
- 1975: الضحايا
- 1976: سيقان في الوحل
- 1976: سنة أولى حب
- 1977: قطة على نار
- 1977: أونكل زيزو حبيبي
- 1978: بدون زواج أفضل
- 1979: لعنة الزمن
- 1980: فتوة الجبل
- 1980: حبيبي دائما
- 1980: العاشقة
- 1981: فتوات بولاق
- 1981: دموع في ليلة الزفاف
- 1983: يا ما أنت كريم يا رب
- 1983: وحوش الميناء
- 1983: نهاية رجل تزوج
- 1983: مرزوقة
- 1983: الذئاب
- 1984: فتوة الناس الغلابة
- 1984: بحر الأوهام
- 1984: النصابين
- 1984: الشيطان يغني
- 1984: السطوح
- 1984: آخر الرجال المحترمين
- 1985: صراع الأيام
- 1985: النشالات الفاتنات
- 1985: النساء
- 1985: الزمار
- 1985: الحكم آخر الجلسة
- 1985: الأوغاد
- 1985: الأستاذ يعرف أكثر
- 1985: إعدام ميت
- 1985: استغاثة من العالم الآخر
- 1986: نساء خلف القضبان
- 1986: نأسف لهذا الخطأ
- 1986: ساعات الفزع
- 1986: دقة زار
- 1986: جذور في الهواء
- 1986: بلاغ ضد امرأة
- 1986: المحترفون
- 1986: الزيارة الأخيرة
- 1987: لعبة الكبار
- 1987: زمن حاتم زهران
- 1987: رجل في فخ النساء
- 1987: حقد امرأة
- 1987: بنات حارتنا
- 1987: النظرة الأخيرة
- 1987: الملائكة لا تسكن الأرض
- 1987: الكماشة
- 1987: العملية 42
- 1988: باب النصر
- 1988: الجوازة دي مش لازم تتم
- 1990: بلاغ للرأي العام
- 1990: انتبهوا أيها الأزواج
- 1990: الأهطل
- 1991: شياطين المدينة
- 1991: تصريح بالقتل
- 1992: لعبة الانتقام
- 1992: ابن الجبل
- 1993: كروانة
- 1995: طريق الشر
- 1996: الجنتل
- 2001: لحظات حب

2001: اللحظات التي اختفت
- 2001: العاشقان

### المسلسلات
- 1964: الضحية
- 1966: العبقري
- 1967: الرحيل
- 1969: ألف ليلة وليلة
- 1970: سيداتي آنساتي
- 1970: العصابة
- 1972: القاهرة والناس
- 1973: نوارة
- 1973: مذكرات فتاة مجهولة
- 1974: الحواجز الزجاجية
- 1978: شاهد إثبات
- 1978: أنا مش أنا
- 1982: الحب في الخريف
- 1983: عيون لا تعرف الدموع
- 1983: الحرملك
- 1984: جواري بلا قيود
- 1985: أشياء لا تباع
- 1986: غلطة العمر
- 1986: اللاعب والدمية
- 1988: اللقاء الثاني
- 1990: أيام الحب والغضب
- 1990: العزف على أوتار ممزقة
- 1991: الحكم مؤجل
- 1992: ماما نور
- 1992: ليلى زمانها جاية
- 1992: زمن الحلم الضائع
- 1992: المنزل الخلفي
- 1992: الماضي وخريف العمر
- 1994: سر الغائب
- 1994: دكتوراه في الحب
- 1994: حتى لا يغيب القمر
- 1994: أيام المنيرة
- 1996: رسالة خطرة
- 1996: خالتي صفية والدير
- 1996: الحب الكبير
- 1997: ضد التيار
- 1997: أحلام الفجر الكاذب
- 1998: نون النسوة
- 1998: من كل بيت حكاية
- 1998: غابت الشمس ولم يظهر القمر
- 1998: طائر في العنق
- 1998: سقوط الأقنعة
- 1998: أيام الضحك والدموع
- 1998: المجهول
- 1998: ألف ليلة وليلة
- 1998: الجانب الآخر
- 1999: عفوا حبيبتي
- 1999: ألف ليلة وليلة
- 2002: الطريق إلى الحقيقة
- 2003: ذنوب الأبرياء
- 2004: حرب الدخان
- 2004: أحلام هند الخشاب
- 2006: عفريت القرش
- 2006: الشيطان لا يعرف الحب
- 2007: نقطة نظام
- 2008: رمانة الميزان
- 2010: سامحني يا زمن
- 2010: أكتوبر الآخر
- 2012: طيري يا طيارة
- 2012: الخفافيش
- 2015: حالة عشق
- 2017: قصر العشاق
- 2018: بيت السلايف
- 2019: قيد عائلي
- 2019: البرنسيسة بيسة

شمس منتصف الليل
ضد التيار
وفاء
أنا وانت ورحلة العمر
كوم الدكة
هي عندما تحب
جراح العمر
الشمس تشرق دائمآ
هي والعاصفة
رجال في العاصفة

### المسرحيات
- 1964: لوكاندة الفردوس
- 1973: جوليو ورومييت
- 1974: جوازة بمليون جنيه
- 1975: أولاد علي بمبة
- 1989: روحية اتخطفت
- 1992: كنت فين يا علي
- 1992: دلع الهوانم
- 1997: لا بلاش كدة
- 1999: أزعرينا

### المسلسلات الإذاعية
- 2010: حقيقة الأوهام

### البرامج
- 1969: عجائب

## روابط خارجية
- بوسي على موقع IMDb (الإنجليزية)
- بوسي على موقع قاعدة بيانات الأفلام العربية
- بوسي على موقع قاعدة بيانات الفيلم (الإنجليزية)